# Championnats d'Europe de cyclisme sur piste juniors et espoirs 2022
Navigation
Championnats d'Europe 2021 Championnats d'Europe 2023
Les 22e Championnats d'Europe de cyclisme sur piste juniors et espoirs ont lieu du 14 au 19 juillet 2022 au sein du Vélodrome de Sangalhos à Anadia, au Portugal. 

## Programme

### Juniors
| Date                | Hommes                                                   | Femmes                                        |
| ------------------- | -------------------------------------------------------- | --------------------------------------------- |
| Jeudi 14 juillet    | Scratch, vitesse par équipes                             | Scratch, vitesse par équipes                  |
| Vendredi 15 juillet | Course à l'élimination, kilomètre, poursuite par équipes | Course à l'élimination, Poursuite par équipes |
| Samedi 16 juillet   | Poursuite individuelle                                   | Poursuite individuelle, vitesse individuelle  |
| Dimanche 17 juillet | Omnium, vitesse individuelle                             | 500 mètres, omnium                            |
| Lundi 18 juillet    | Course aux points, keirin                                | Course aux points, keirin                     |
| Mardi 19 juillet    | Course à l'américaine                                    | Course à l'américaine                         |

### Espoirs
| Date                | Hommes                                         | Femmes                                         |
| ------------------- | ---------------------------------------------- | ---------------------------------------------- |
| Jeudi 14 juillet    | Course à l'élimination, poursuite individuelle | Course à l'élimination, poursuite individuelle |
| Vendredi 15 juillet | Scratch, vitesse par équipes                   | Scratch, vitesse par équipes                   |
| Samedi 16 juillet   | Kilomètre, poursuite par équipes               | Poursuite par équipes                          |
| Dimanche 17 juillet | Course aux points                              | Course aux points, vitesse individuelle        |
| Lundi 18 juillet    | Omnium, vitesse individuelle                   | 500 mètres, omnium                             |
| Mardi 19 juillet    | Course à l'américaine, keirin                  | Course à l'américaine, keirin                  |

## Résultats

### Juniors
| Épreuves               | Or | Argent                                                                                     | Bronze                                                                                  |
| ---------------------- | --- | ------------------------------------------------------------------------------------------ | --------------------------------------------------------------------------------------- |
| Épreuves masculines    | |                                                                                            |                                                                                         |
| Kilomètre              | Matěj Hytych                                                                                           | Kenneth Meng                                                                               | Beñat Garaiar                                                                           |
| Keirin                 | Mattia Predomo                                                                                         | Danylo Kyrychenko                                                                          | Marcin Marciniak                                                                        |
| Vitesse individuelle   | Mattia Predomo                                                                                         | Marcin Marciniak                                                                           | Danny-Luca Werner                                                                       |
| Vitesse par équipes    | Allemagne Luca Spiegel Torben Osterheld Danny-Luca Werner Pete-Collin Flemming (q)                     | Pologne Marcin Marciniak Mateusz Przymusiński Gracjan Dąbrowski Radoslaw Laskowski (q)     | Italie Milo Marcolli Stefano Minuta Mattia Predomo                                      |
| Poursuite individuelle | Luca Giaimi                                                                                            | Ben Jochum                                                                                 | Joshua Tarling                                                                          |
| Poursuite par équipes  | Italie Alessio Delle Vedove Renato Favero Luca Giaimi Andrea Raccagni Noviero Dario Igor Belletta (q)  | Allemagne Ben Jochum Bruno Kessler Tobias Müller Jasper Schröder                           | Grande-Bretagne Ben Wiggins Dylan Hicks Noah Hobbs Joshua Tarling                       |
| Course aux points      | Ben Wiggins                                                                                            | Justus Willemsen                                                                           | Titouan Fontaine                                                                        |
| Américaine             | Tchéquie Matyáš Koblížek Milan Kadlec                                                                  | Pays-Bas Elmar Abma Justus Willemsen                                                       | Grande-Bretagne Joshua Tarling Dylan Hicks                                              |
| Scratch                | Rafaël Delhomme                                                                                        | Lorenzo Anniballi                                                                          | Jed Smithson                                                                            |
| Omnium                 | Elmar Abma                                                                                             | Noah Hobbs                                                                                 | Daniil Yakovlev                                                                         |
| Élimination            | Matteo Fiorin                                                                                          | Jed Smithson                                                                               | Žak Eržen                                                                               |
| Épreuves féminines     | |                                                                                            |                                                                                         |
| 500 mètres             | Clara Schneider                                                                                        | Julie Nicolaes                                                                             | Lara-Sophie Jäger                                                                       |
| Keirin                 | Anna Jaborníková                                                                                       | Clara Schneider                                                                            | Lara-Sophie Jäger                                                                       |
| Vitesse individuelle   | Clara Schneider                                                                                        | Stella Müller                                                                              | Julie Nicolaes                                                                          |
| Vitesse par équipes    | Allemagne Lara-Sophie Jäger Clara Schneider Stella Müller                                              | Tchéquie Anna Jaborníková Sára Peterková Michaela Poulová                                  | Pologne Natalia Kaczmarczyk Eliza Rabażyńska Natalia Głowacka                           |
| Poursuite individuelle | Federica Venturelli                                                                                    | Isabel Sharp                                                                               | Lara Lallemant                                                                          |
| Poursuite par équipes  | Italie Francesca Pellegrini Martina Sanfilippo Federica Venturelli Valentina Zanzi Vittoria Grassi (q) | Allemagne Hannah Kunz Justyna Czapla Seana Littbarski-Gray Magdalena Fuchs Jette Simon (q) | Pologne Zuzanna Chylińska Anna Długaś Maja Tracka Martyna Szczęsna Laura Rybkiewicz (q) |
| Course aux points      | Isabel Sharp                                                                                           | Aurore Pernollet                                                                           | Hélène Hesters                                                                          |
| Américaine             | Pays-Bas Nienke Veenhoven Babette van der Wolf                                                         | Allemagne Jette Simon Justyna Czapla                                                       | Belgique Hélène Hesters Febe Jooris                                                     |
| Scratch                | Lani Wittevrongel                                                                                      | Maja Tracka                                                                                | Ori Bash                                                                                |
| Omnium                 | Federica Venturelli                                                                                    | Doriane Kaufmann                                                                           | Grace Lister                                                                            |
| Élimination            | Barbora Němcová                                                                                        | Anna Kolyzhuk                                                                              | Awen Roberts                                                                            |

### Espoirs
| Épreuves               | Or                                                                          | Argent                                                                    | Bronze                                                                                       |
| ---------------------- | --------------------------------------------------------------------------- | ------------------------------------------------------------------------- | -------------------------------------------------------------------------------------------- |
| Épreuves masculines    |                                                                             |                                                                           |                                                                                              |
| Kilomètre              | Matteo Bianchi                                                              | Anton Höhne                                                               | Hayden Norris                                                                                |
| Keirin                 | Matteo Bianchi                                                              | Daniele Napolitano                                                        | Anton Höhne                                                                                  |
| Vitesse individuelle   | Tijmen van Loon                                                             | Anton Höhne                                                               | Willy Weinrich                                                                               |
| Vitesse par équipes    | Grande-Bretagne James Bunting Marcus Hiley Hayden Norris                    | Allemagne Anton Höhne Paul Schippert Willy Weinrich                       | Italie Matteo Bianchi Daniele Napolitano Matteo Tugnolo                                      |
| Poursuite individuelle | Nicolas Heinrich                                                            | Tobias Buck-Gramcko                                                       | Manlio Moro                                                                                  |
| Poursuite par équipes  | Italie Davide Boscaro Mattia Pinazzi Manlio Moro Niccolò Galli              | Belgique Gianluca Pollefliet Noah Vandenbranden Thibaut Bernard Tuur Dens | France Clément Petit Nicolas Hamon Eddy Le Huitouze Clément Cordenos Grégory Pouvreault (q)  |
| Course aux points      | Maximilian Schmidbauer                                                      | Diogo Narciso                                                             | Grégory Pouvreault                                                                           |
| Américaine             | Pays-Bas Philip Heijnen Yanne Dorenbos                                      | Grande-Bretagne William Tidball Samuel Watson                             | Désattribuée                                                                                 |
| Scratch                | William Tidball                                                             | Tim Wafler                                                                | Kyrylo Tsarenko                                                                              |
| Omnium                 | Oscar Nilsson-Julien                                                        | Tim Torn Teutenberg                                                       | Philip Heijnen                                                                               |
| Élimination            | Davide Boscaro                                                              | Tim Torn Teutenberg                                                       | Filip Prokopyszyn                                                                            |
| Épreuves féminines     |                                                                             |                                                                           |                                                                                              |
| 500 mètres             | Taky Marie-Divine Kouamé                                                    | Veronika Jaborníková                                                      | Alessa-Catriona Pröpster                                                                     |
| Keirin                 | Alessa-Catriona Pröpster                                                    | Taky Marie-Divine Kouamé                                                  | Paulina Petri                                                                                |
| Vitesse individuelle   | Alessa-Catriona Pröpster                                                    | Julie Michaux                                                             | Taky Marie-Divine Kouamé                                                                     |
| Vitesse par équipes    | Allemagne Katharina Albers Alessa-Catriona Pröpster Christina Sperlich      | Pologne Paulina Petri Nikola Sibiak Joanna Blaszczak Natalia Wezyk (q)    | aucune                                                                                       |
| Poursuite individuelle | Vittoria Guazzini                                                           | Ella Barnwell                                                             | Silvia Zanardi                                                                               |
| Poursuite par équipes  | Italie Silvia Zanardi Vittoria Guazzini Eleonora Gasparrini Matilde Vitillo | Grande-Bretagne Eluned King Ella Barnwell Kate Richardson Sophie Lewis    | Allemagne Fabienne Jährig Lana Eberle Lena Charlotte Reißner Hanna Dopjans Marla Sigmund (q) |
| Course aux points      | Silvia Zanardi                                                              | Daniek Hengeveld                                                          | Kristina Nenadovic                                                                           |
| Américaine             | Italie Matilde Vitillo Silvia Zanardi                                       | Grande-Bretagne Eluned King Sophie Lewis                                  | Belgique Shari Bossuyt Katrijn De Clercq                                                     |
| Scratch                | Petra Ševčíková                                                             | Ella Barnwell                                                             | Daniela Campos                                                                               |
| Omnium                 | Shari Bossuyt                                                               | Daniek Hengeveld                                                          | Jade Labastugue                                                                              |
| Élimination            | Shari Bossuyt                                                               | Sophie Lewis                                                              | Kristina Nenadovic                                                                           |

## Tableau des médailles
| Rang  | Nation          | Or | Argent | Bronze | Total |
| ----- | --------------- | -- | ------ | ------ | ----- |
| 1     | Italie          | 16 | 2      | 4      | 22    |
| 2     | Allemagne       | 8  | 13     | 7      | 28    |
| 3     | Grande-Bretagne | 5  | 9      | 7      | 21    |
| 4     | Tchéquie        | 5  | 2      | 0      | 7     |
| 5     | Pays-Bas        | 4  | 4      | 1      | 9     |
| 6     | Belgique        | 3  | 2      | 4      | 9     |
| 7     | France          | 2  | 4      | 8      | 14    |
| 8     | Autriche        | 1  | 1      | 0      | 2     |
| 9     | Pologne         | 0  | 4      | 5      | 9     |
| 10    | Ukraine         | 0  | 2      | 2      | 4     |
| 11    | Portugal        | 0  | 1      | 1      | 2     |
| 12    | Espagne         | 0  | 0      | 1      | 1     |
| 12    | Israël          | 0  | 0      | 1      | 1     |
| 12    | Slovénie        | 0  | 0      | 1      | 1     |
| Total | Total           | 44 | 44     | 42     | 130   |